# 安哥拉长颈鹿
安哥拉长颈鹿，也作纳米比亚长颈鹿（英語：Namibian giraffe），是长颈鹿的一个亚种，现生活在纳米比亚北部、赞比亚西南部、波札那和辛巴威西部。

## 分类
2009年的一项基因研究显示，安哥拉长颈鹿位于納米比沙漠的个体和埃托沙國家公園的个体为不同的亚种。不过，线粒体DNA的研究否认了这一分类说法，并进一步指出辛巴威南部的长颈鹿也是安哥拉长颈鹿，将这一亚种的分布范围进一步向东推进。

## 外貌
该亚种毛发上的棕斑更大，边缘呈锐角状凸起。安哥拉长颈鹿的斑块从腿部一直绵延到头的下半部分，颈部和臀部的斑块更小些，耳朵则是白色的。

## 栖息地
安哥拉长颈鹿的栖息地在土壤贫瘠的地方（如納米比沙漠）偏大，在土壤肥沃的地方（如曼雅拉湖国家公园）偏小。

## 保育
据估计，大约有1.3万头安哥拉长颈鹿生活在野外；有20头在动物园里。

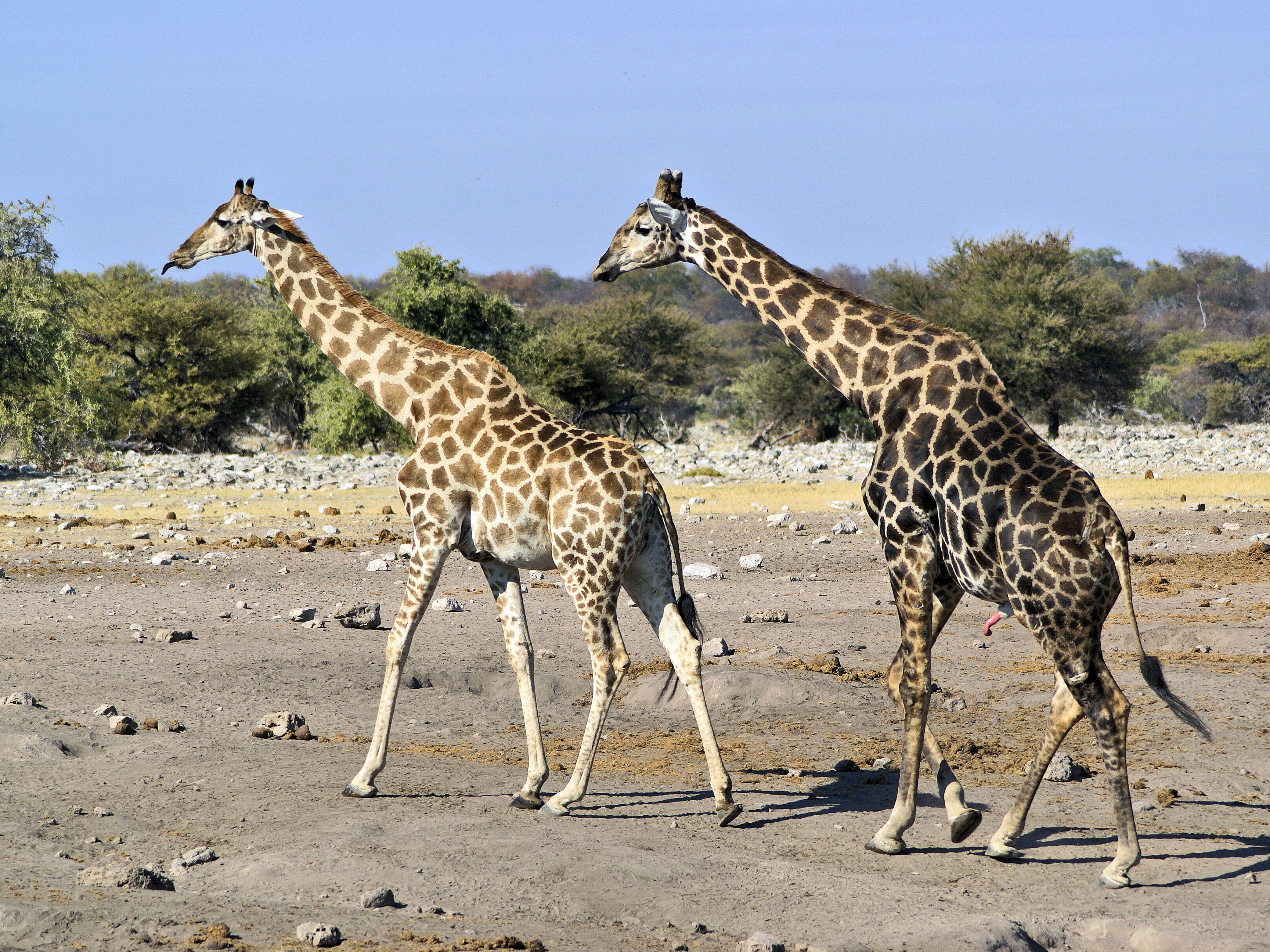
求偶 埃托沙國家公園
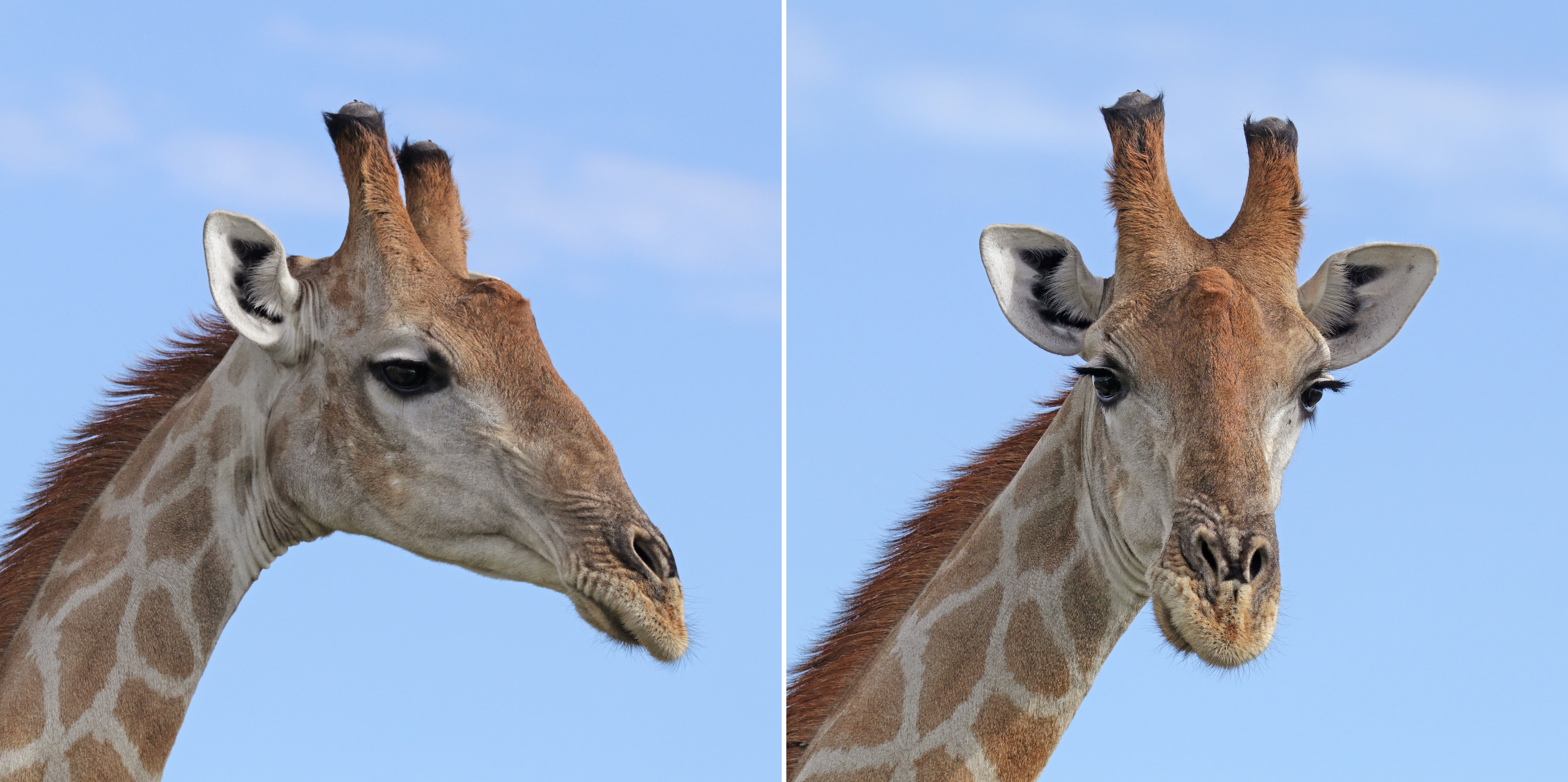
雄性 埃托沙國家公園
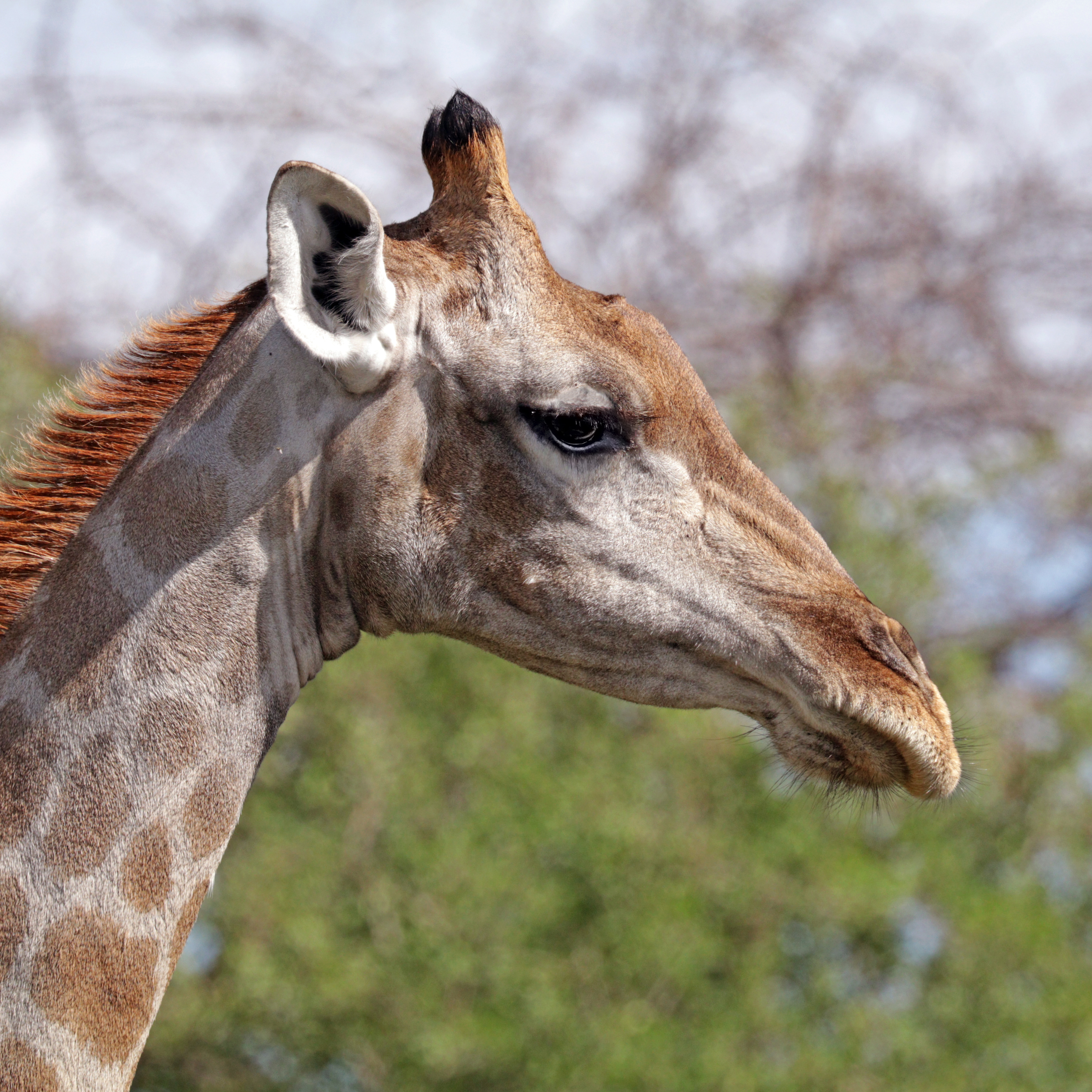
雌性 埃托沙國家公園
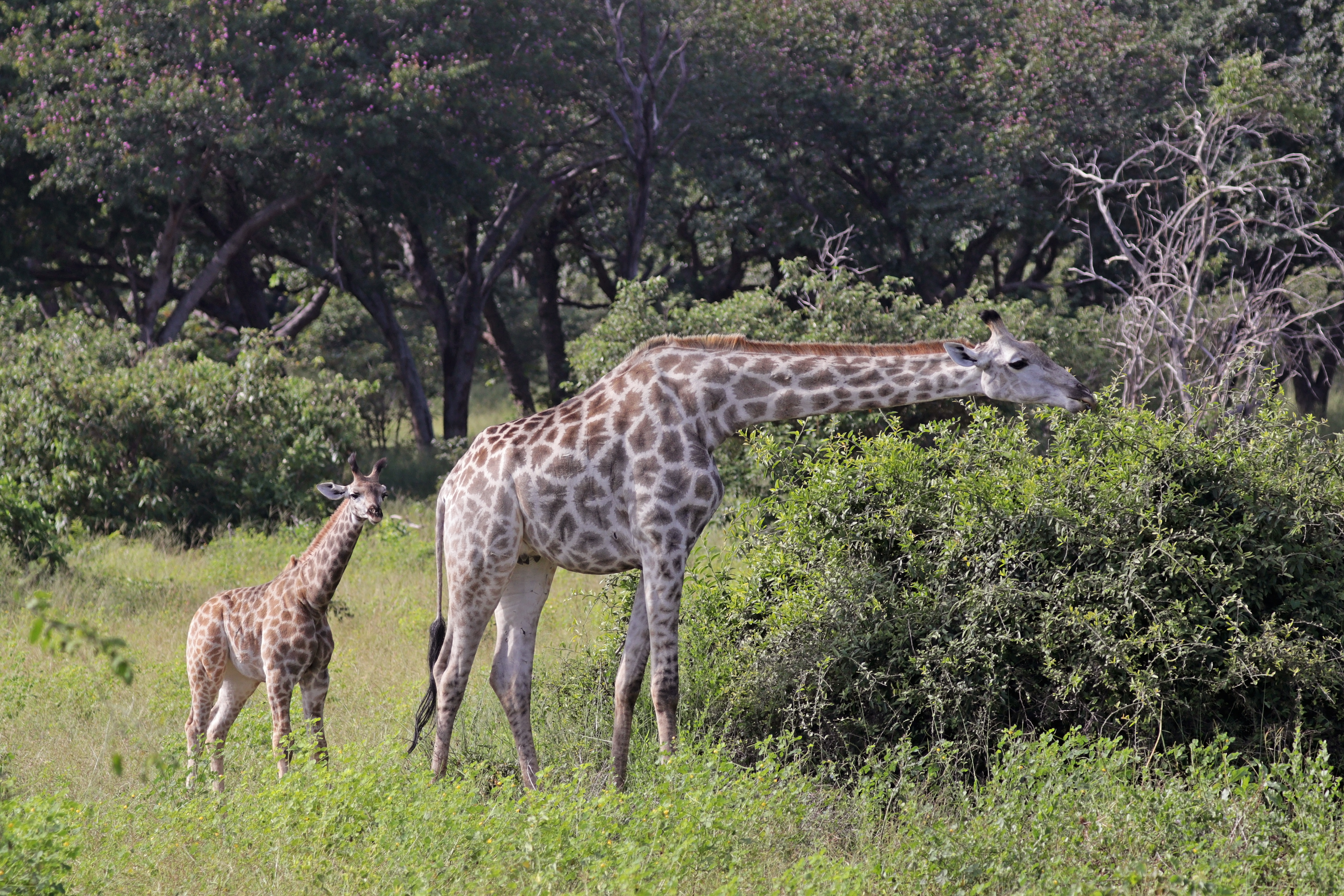
雌性与2个月大的幼崽 喬貝國家公園